# Niels Kaas
Niels Kaas (1534 – 29. juni 1594) var dansk kansler.
Han hørte til den adelige slægt Kaas og kom i Viborg Skole, hvor han gik i ni år. I 1549 tog han til København, hvor han blev optaget i huset hos den berømte teolog Niels Hemmingsen. På en længere udlandsrejse gjorde han i Wittenberg bekendtskab med den lærde Philipp Melanchthon.
Igen hjemme i København i 1560 kom Niels Kaas til kancelliet, hvor han med sine solide kundskaber gjorde god fyldest, og i 1573 udnævntes han til kansler. Han fik stor indflydelse på kulturlivet, som det formede sig i kirke og skole, og Københavns Universitet og dets videnskabsmænd støttede han. Udenrigspolitisk arbejdede han for et fredeligt forhold til Sverige.
Da Frederik 2. døde i 1588, blev Niels Kaas leder af formynderregeringen. På sit dødsleje i 1594 kaldte han den unge kong Christian 4. til sig for at give ham gode råd om regeringens førelse. Især indskærpede han vigtigheden for Danmark af at have en stærk flåde.